# Ludza slott
Ludza slott (latin: Arx Luza; lettiska: Ludzas pils; tyska: Ordensburg Ludsen) är en slottsruin i Ludza i den historiska regionen Lettgallen, i nuvarande Lettland.

## Historia

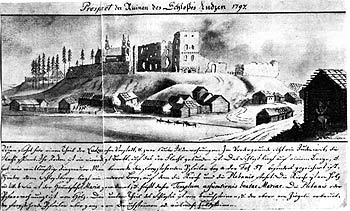
Slottsruinen 1797.

Ludza slott uppfördes för att stärka den livländska gränsen i öster, under Tyska orden. Datum för uppförande saknas, men arkitektoniska kännetecken gör gällande att slottet uppfördes på 1300-talet. Slottet omnämns första gången 1433.
Slottet har försökts intas av bland andra Gustav Adolf, Ivan IV och Stefan Batory.